# Żałoba narodowa w Australii i krajach Oceanii
Żałoba narodowa w Australii i krajach Oceanii – lista przyczyn, dat wprowadzenia i czasu trwania żałoby narodowej w Australii i w państwach Oceanii.

## Żałoba narodowa w poszczególnych państwach

### Australia
- 17 lutego 1952 – dzień żałoby po śmierci króla Wielkiej Brytanii Jerzego VI Windsora (zm. 6 lutego 1952)[1].
- 16 stycznia 2005 – dzień żałoby dla upamiętnienia ofiar trzęsienia ziemi na Oceanie Indyjskim (około 230 tys. ofiar, w tym 26 obywateli Australii)[2].
- 9 września 2006 – żałoba w dniu pogrzebu przyrodnika Steve’a Irwina (zm. 4 września 2006).
- 22 lutego 2009 – dzień żałoby dla upamiętnienia ofiar pożarów buszu w stanie Wiktoria (209 zabitych)[3].
- 7 sierpnia 2014 – dzień żałoby dla upamiętnienia ofiar katastrofy lotniczej Malaysia Airlines 17 niedaleko wsi Hrabowe (298 zabitych, w tym 38 obywateli Australii)[4]
- 22 września 2022 – dzień żałoby po śmierci brytyjskiej królowej Elżbiety II (zm. 8 września 2022)[5].

### Nowa Zelandia
- 15 lutego 1952 – żałoba w dniu pogrzebu króla Wielkiej Brytanii Jerzego VI Windsora (zm. 6 lutego 1952)[1].
- 22 marca 2019 – dzień żałoby dla upamiętnienia ofiar zamachów na meczety w Christchurch (51 ofiar śmiertelnych)[6][7].
- 26 września 2022 – dzień żałoby po śmierci brytyjskiej królowej Elżbiety II (zm. 8 września 2022)[8][9]

### Papua-Nowa Gwinea
- 25 lutego 2021 – 14 dni żałoby po śmierci pierwszego Premiera Papui-Nowej Gwinei Michaela Somare (zm. 25 lutego 2021)[10]

### Samoa
- 9 października 2009 – dzień żałoby dla upamiętnienia ofiar trzęsienia ziemi na Oceanie Spokojnym (189 zabitych)[11].

### Tonga
- 16 marca 2011 – 7 dni żałoby dla upamiętnienia ofiar Trzęsienia ziemi w Tōhoku (15 893 zabitych, 6157 rannych)[12]
- 19 września 2019 – żałoba w dniu pogrzebu Premiera Tonga ʻAkilisi Pohiva (zm. 12 września 2019)[13]

### Vanuatu
- 17 czerwca 2017 – 10 dni żałoby po śmierci Prezydenta Vanuatu Baldwina Lonsdalego (zm. 17 czerwca 2017)[14]